# Eulamprus tympanum ssp. marnieae
Eulamprus tympanum ssp. marnieae је врста класе Reptilia која припада реду Squamata. 

## Угроженост
Ова врста се сматра угроженом.

## Распрострањење
Ареал врсте је ограничен на једну државу. 
Аустралија је једино познато природно станиште врсте.